# استخراج طلا

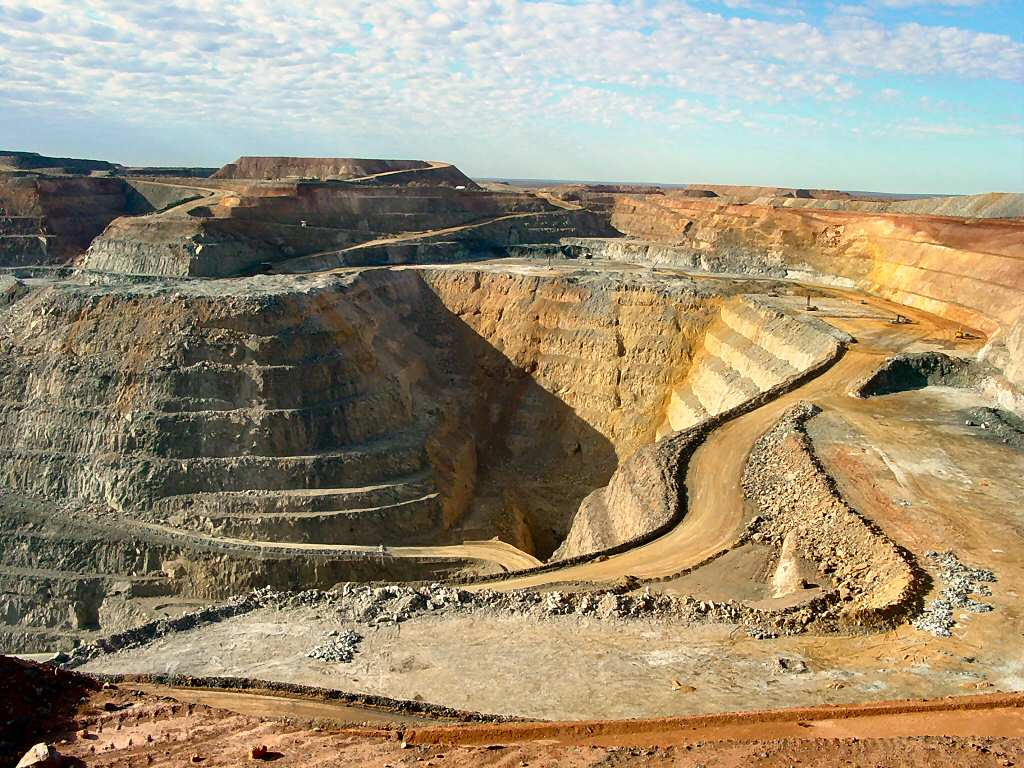
معدن کلگوری استرالیا، بزرگ‌ترین معدن طلای روباز جهان

استخراج طلا (به انگلیسی: Gold mining) فرایندی است که ضمن آن، طلا یا سنگ معدن، از زمین استخراج می‌شود. جداسازی طلا و پالایش آن، مراحل و تکنیک‌های پیچیده‌ای را در بر می‌گیرد. تاریخ دقیقی از نخستین حفاری‌های انسان که با هدف استخراج طلا، انجام شده، در دست نیست، ولی قدیمی‌ترین معدن طلای کشف شده، به ۴۲۰۰ تا ۴۷۰۰ سال پیش از میلاد مسیح بازمی‌گردد، که در نکروپلیس، بلغارستان مستقر می‌باشد.
معادنی که طلا از دل آنها استخراج می‌شود، بر سه نوع زیرزمینی، روباز و زیرآبی می‌باشند. عمیق‌ترین معدن زیرزمینی جهان، در آفریقای جنوبی قرار دارد، که در عمق ۳۹۰۰ متری از سطح زمین واقع شده‌است. امروزه بخش اعظم از طلای تولید شده جهان، توسط ۵ شرکت بریک گولد، گولدکورپ، نیومانت، نیوکرست ماینینگ و انگلوگولد اشانتی، استخراج می‌شود. بزرگ‌ترین معدن طلای جهان، از نظر وسعت؛ معدن کلگوری استرالیا، می‌باشد و بزرگ‌ترین معدن طلای جهان از نظر میزان تولید طلا نیز، معدن گراسبرگ می‌باشد، که در پاپوا، اندونزی قرار دارد. معدن ساریگونی کردستان با تولید سالانه ۵ تن طلای خالص بزرگ‌ترین معدن طلای ایران است.
معدن طلا زراروند از سال ۱۴۰۱ شروع به اخذ مجوزات اداری نمود و تا پایان سال پروانه اکتشاف معدن صادر گردید در واقع معدن زراروند از منطقه گراخک شروع و تا زشک ادامه دارد و در زون اصلی بینالود و بر روی رگه اصلی طلا  قرار گرفته است ، و نیز در مرحله اکتشاف تفصیلی اقدام به حفر ترانشه سینه کار های اکتشافی و مغزه گیری نمود و تا کنون توانسته است ذخیره قابل توجهی اخذ نماید عیار طلا در این معدن میانگین ۳ الی ۵ گرم بر تن براورد شده است و مقدار استخراج سالیانه حدود ۶۰/۰۰۰ تن برای کارخانه فراوری و طلا نیز براورد گردیده است معدن در فاز اول اکتشافات خود ۶ تارگت معدنی که بیشترین سنگ مادر در این معدن سیلیس می باشد همراه گوتیت ، لیمونیت و هماتیت که شیست ها نیز در میان سیلس ها دارای عیار قایل توجهی می باشد مالک معدن مجتمع معدن کاوان آروند شرق می باشد.

## استخراج طلا با کربن فعال
استخراج طلا با کربن فعال به عنوان یکی از تکنولوژی‌های بنیادی و غالب در صنعت جهانی طلا، نقشی حیاتی در تولید این فلز گرانبها ایفا می‌کند.
اهمیت این روش با توجه به رشد پیش‌بینی شده بازار جهانی استخراج طلا، که از ۱۹۸ میلیارد دلار در سال ۲۰۲۲ به بیش از ۲۶۰ میلیارد دلار تا سال ۲۰۳۰ خواهد رسید، دوچندان می‌شود.
این رشد فزاینده، تقاضا برای توسعه و به‌کارگیری تکنولوژی‌های کارآمدتر، اقتصادی‌تر و سازگارتر با محیط زیست را در تمامی مراحل فرآوری طلا، به‌ویژه در مرحله کلیدی استخراج طلا با کربن فعال، تشدید کرده است.
انحلال طلا در محلول‌های سیانیدی قلیایی در حضور اکسیژن، یک فرآیند الکتروشیمیایی است که به طور کلاسیک توسط واکنش السنر (Elsner’s Equation) توصیف می‌شود. این واکنش، که اساس اکثر عملیات لیچینگ طلا در جهان است، به صورت زیر بیان می‌شود:
4Au+8CN−+O2+2H2O⇌4[Au(CN)2]−+4OH−
در این واکنش، طلا (Au) در حضور یون سیانید (CN⁻) به عنوان عامل کمپلکس‌دهنده و اکسیژن (O₂) به عنوان عامل اکسیدکننده، به کمپلکس پایدار و محلول دی‌سیانو اورات (I) یعنی [Au(CN)₂]⁻ تبدیل می‌شود. حفظ pH در محدوده قلیایی (معمولاً ۱۰-۱۱ با استفاده از آهک) برای جلوگیری از هیدرولیز سیانید و تشکیل گاز بسیار سمی هیدروژن سیانید (HCN) و همچنین برای پایداری کمپلکس طلا ضروری است.